# إنهم لا يهتمون بنا (أغنية منفردة)
إنهم لا يهتمون بنا (بالإنجليزية: They Don't Care About Us)‏ هي خامس أغنية منفردة من ألبوم مايكل جاكسون وهو ألبوم
هيستوري: الماضي، الحاضر و المستقبل الكتاب الأول صدرت في 31 مارس 1996 وتسجيلها في عام 1995. تعد الأغنية حتى الآن واحدة من أكثر الأغاني المثيرة للجدل التي ألفها جاكسون على الإطلاق. كان التدقيق الإعلامي المحيط بمزاعم كلمات معادية للسامية بمثابة حافز لإصدار جاكسون اعتذارات متعددة وإعادة تسجيل الأغنية بكلمات معدلة، حيث رد جاكسون مزاعم معاداة السامية، مجادلاً بأن المراجعات قد أساءت تفسير سياق الأغنية، إما عن غير قصد أو عن قصد.

## ردود الفعل
في 15 يونيو 1995، قبل إصدار الألبوم بيوم واحد فقط، زعمت مجلة نيويورك تايمز أن الأغنية احتوت على مضمون عنصري ومعادي للسامية واليهود.لفت هذا الأمر الانتباه لكلمات الأغنية وهي "Jew , sue me , everybody do me /Kick me , kike me , don't you black or white me" وبالعربية «عاملني بحقارة اليهود، حاكمني، الكل يفعل هذا بي / أركلني، عاملني بحقارة اليهود، ولن تعاملني بمبدأ الأبيض والأسود» وتم تصنيف الكلمات كإسلوب ذم لليهود.و رد مباشرة جاكسون لهذا النشر قائلا
«فكرة أن هذه الكلمات ترى مثيرة للكراهية هي مقلقة ومحيرة لي.الأغنية في الحقيقة هي عن ألم التحيز والكراهية وهي وسيلة للفت الانتباه لقضايا سياسية واجتماعية.أنا صوت المتهم زوراً والمعتدي عليه.أنا صوت كل شخص.أنا اليهودي، أنا الرجل الأسود، أنا الرجل الأبيض.أنا لست الشخص الذي يعتدي.الأغنية عن الظلمات للمظلومين وكيف يلفقهم النظام بالتهم.»